# 松戸市立第三中学校
松戸市立第三中学校（まつどしりつ だいさんちゅうがっこう、英: Matsudo municipal - Dai-san Junior High School）は、千葉県松戸市にある市立中学校。通称「三中」（さんちゅう）、「松戸三中」（まつどさんちゅう）。

## 概要
- 敷地面積：19,522平方メートル

## 歴史
現在の松戸市立第三中学校は、現在の松戸市立第六中学校（当時の名称:松戸市立第二中学校）から分離独立した学校であり、1947年に開校した松戸市立第三中学校は現在の松戸市立第六中学校にあたる。
- 1947年（昭和22年） - 松戸市馬橋において松戸市立第三中学校として認可（現在の松戸市立第六中学校）。
- 1949年（昭和24年） - 現在地に新校舎完成し、移転。当時の松戸市立第二中学校（現在の松戸市立第六中学校）からの分離独立という名目で、松戸市立第三中学校として再度開校[注釈 1]。
- 1959年（昭和34年） - 屋内体育館完成。
- 1979年（昭和54年） - 松戸市立新松戸南中学校新設に伴い第二学年の192名が転出。
- 1987年（昭和62年） - 武道館完成。
- 1994年（平成6年） - 給食棟が完成し、翌7年より給食スタート。
- 1997年（平成9年） - 体育館完成。
- 1998年（平成10年） - 同窓会組織「龍房会」発足。

## 制服
- 男子　
  - 冬服は標準的な学生服上下である。
  - 夏服はカッターシャツ、スラックスである。
- 女子　
  - 冬服はセーラー服上下である。
  - 夏服は、ブラウス、吊りスカートである。
    - 平成30年度まではHP上でサスペンダーが確認できたが令和元年度に入り上級生も含めサスペンダーを廃止した模様。

## 著名な出身者
- 内野貴史 - サッカー選手
- 柿本雅徳 - 実業家
- 本清耕造 - 外交官
- 高橋礼 -  専大松戸ー専修大学ー福岡ソフトバンクホークス[2]ー読売ジャイアンツ
- 羽賀理之 -  車いすラグビー日本代表

## 交通アクセス
- JR常磐線馬橋駅から徒歩約11分（経路案内）